# Danio kerri
Danio kerri або даніо Керра або блакитний даніо — невеличка субтропічна прісноводна риба роду Danio родини данієвих, довжиною до 4,5 см. Популярна акваріумна риба.
Вперше даний вид описаний у 1931 році. Зустрічається, в основному, у водоймах Таїланду.

Рекомендовані параметри води при утримуванні в акваріумі:
- Температура — 18—26 °C,
- Жорсткість — принципового значення не має,
- Кислотність — pH 6,5-7,5,
- потрібно забезпечити хорошу аерацію та фільтрацію води.